# Keeping Company
Pour plus de détails, voir Fiche technique et Distribution.
Keeping Company est un film américain en noir et blanc réalisé par S. Sylvan Simon, sorti en 1940.

## Synopsis
Harry Thomas, agent immobilier, et sa femme Susan, sont les heureux parents de trois filles. Mary, l'aînée, va bientôt épouser un jeune homme. Mais l'arrivée d'un ancien amoureux de Mary va bouleverser la vie de la famille.

## Fiche technique
- Titre original : Keeping Company
- Titre français : Le Choix d'un mari[1]
- Réalisation : S. Sylvan Simon
- Scénario : Harry Ruskin, James Hill, Adrian Scott et Herman J. Mankiewicz
- Direction artistique : Cedric Gibbons
- Photographie : Karl Freund
- Montage : Elmo Veron
- Musique : Daniele Amfitheatrof
- Société de production : Metro-Goldwyn-Mayer
- Pays de production :  États-Unis
- Langue originale : anglais américain
- Format : noir et blanc — Format d'image : 1,37:1 — son : mono
- Genre : comédie familiale, comédie romantique
- Date de sortie :
  - États-Unis : 27 décembre 1940
  - France : 14 août 1946

## Distribution
- Frank Morgan : Harry C. Thomas
- Ann Rutherford : Mary Thomas
- John Shelton : Ted Foster
- Irene Rich : Mme Thomas
- Gene Lockhart : M. Hellman
- Virginia Weidler : Harriet Thomas
- Virginia Grey : Anastasia Atherton
- Dan Dailey : Jim Reynolds
- Gloria DeHaven : Evelyn Thomas
- Sara Haden : Mme Foster
- Fern Emmett : Mme Miller (non crédité)
- Ann E. Todd (non créditée)